# Fred Saberhagen

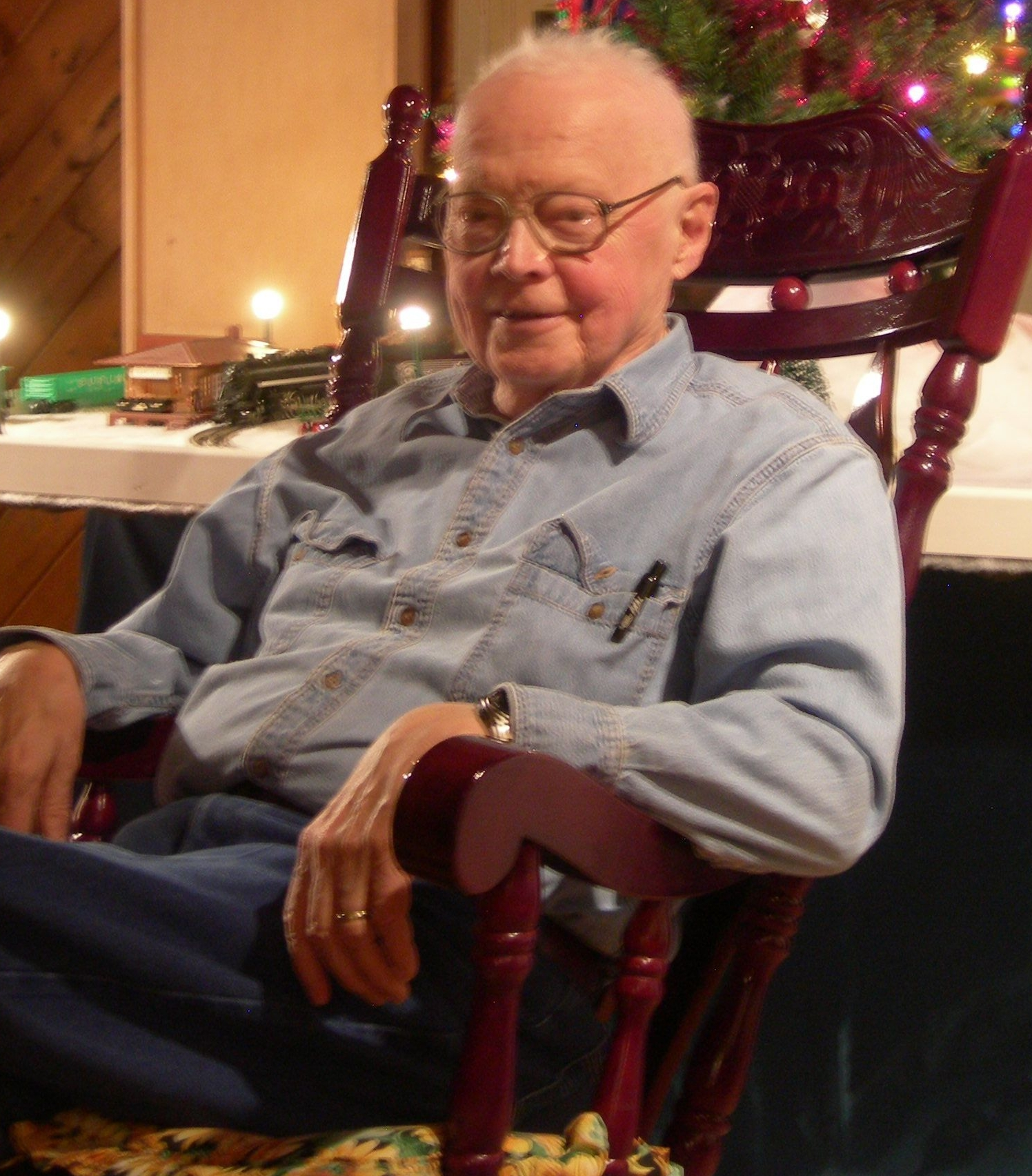
Fred Saberhagen

Fred Thomas Saberhagen (* 18. Mai 1930 in Chicago; † 29. Juni 2007 in Albuquerque) war ein US-amerikanischer Science-Fiction- und Fantasy-Autor. Am bekanntesten ist er für seine Berserker-Serie.

## Leben
Saberhagen wuchs in Chicago auf und diente während des Koreakrieges in der U.S. Air Force. Danach arbeitete er 1958 bis 1962 als Elektroniktechniker für Motorola und 1967 bis 1973 für die Encyclopedia Britannica, in der er die Science-Fiction-Artikel des Nachschlagewerkes verfasste. Danach wurde er freischaffender Autor und zog 1975 nach Albuquerque, wo er 2007 an Prostatakrebs starb.
Er begann erst Anfang der 1960er Jahre ernsthaft zu schreiben und publizierte 1961 seine erste Geschichte Volume PAA-PYX in dem Magazin Galaxy. Fortress Ship, die erste Erzählung seines später so berühmten Berserker-Zyklus, erschien 1963, ein Jahr danach sein erster Roman The Golden People.
Internationale Aufmerksamkeit erlangte er mit der Berserker-Saga, in der er die Auseinandersetzungen der Menschheit mit einer aggressiven Maschinenzivilisation schildert, einem Vorläufer des später bei Star Trek auftauchenden Borg-Konzeptes. Saberhagen geht über die Darstellung von militärischen Aktionen und Krieg hinaus und schildert auch das Innenleben der Figuren und die Verwüstungen, die das Erlebte in ihren Seelen anrichtet.
Andere seiner erfolgreichen Romanserien waren die Bücher des Schwertes-Reihe und die Reich des Ostens-Serie. In den Dracula-Romanen „erlebt“ Bram Stokers Romanfigur neue Abenteuer auch mit anderen literarischen Figuren, wie Sherlock Holmes oder Merlin. Saberhagen geht in diesen Büchern von der These aus, Vampire seien nicht per se böse, sondern hätten, wie Menschen auch, selbst die Wahl, welchen moralischen Kategorien sie gehorchen wollen. Im ersten Roman der Reihe, Die Geständnisse des Grafen Dracula (The Dracula Tape, 1975), erzählt er die Geschichte von Bram Stokers Roman aus der Sicht des Grafen, für den die Handlungsfiguren, Harker, Van Helsing etc. nur eine Gruppe stümperhafter Narren sind.
Zusammen mit Drehbuchautor James V. Hart schrieb Saberhagen auch die Romanfassung zu Francis Ford Coppolas Film Bram Stokers Dracula (1992).

## Bibliografie
Sind bei den Originalausgaben zwei Erscheinungsjahre angegeben, so ist das erste das des Erstdrucks und das zweite das der Erstausgabe (als Buch).
Wird bei Kurzgeschichten als Quelle nur Titel und Jahr angegeben, so findet sich die vollständige Angabe bei der entsprechenden Sammelausgabe.

### Serien und Zyklen
Die Serien sind nach dem Erscheinungsjahr des ersten Teils geordnet.
Boris Brazil / Space Force
- 1 Planeteer (1961, Kurzgeschichte)
- 2 The Golden People (1964)
- 3 The Water of Thought (1965)
- The Space Force Chronicles (2018, Sammlung von 1, 2, 3)

Berserker
- 1 Berserker (1967, Sammlung)
  - Deutsch: Berserker. Moewig Science Fiction #3692, 1986, ISBN 3-8118-3692-7.
- 2 Brother Assassin (1969, auch als Brother Berserker)
- 3 Berserker’s Planet (1974, 1975)
- 4 Berserker Man (1979)
- 5 The Ultimate Enemy (1979, Sammlung)
- 6 The Berserker Wars (1981, Sammlung)
- 7 Berserker Base (1985, Anthologie)
- 8 The Berserker Throne (1985)
- 9 Berserker: Blue Death (1985)
- 10 The Berserker Attack (1987, Sammlung)
- 11 Berserker Lies (1991, Sammlung)
- 12 Berserker Kill (1993)
- 13 Berserker Fury (1997)
- 14 Shiva in Steel (1998)
- 15 Berserker Prime (2004)
- 16 Berserker’s Star (2003)
- 17 Rogue Berserker (2005)

Sammlungen:
- Berserkers: The Beginning (1998, Sammlung von 1, 5)
- Berserker Man (2004, Sammlung von 2, 3, 4, 8)
- Berserker Death (2005, Sammlung von 6, 9, 12)

Kurzgeschichten:
- Fortress Ship (1963, auch als Without a Thought)
  - Deutsch: Der Berserker. Übersetzt von Birgit Reß-Bohusch. In: Robert Silverberg (Hrsg.): Menschen und Maschinen. Moewig (Terra Taschenbuch #181), 1970. Auch als: Ohne einen Gedanken. Übersetzt von Leonore Petz. In: Berserker. 1986.
- Goodlife (1963)
  - Deutsch: Goodlife. In: Berserker. 1986.
- The Life Hater (1964, auch als The Peacemaker)
  - Deutsch: Der Friedensstifter. In: Berserker. 1986.
- Stone Place (1965)
  - Deutsch: Steinplatz. In: Berserker. 1986.
- What T and I Did (1965)
  - Deutsch: Was T und ich taten. In: Berserker. 1986.
- Sign of the Wolf (1965)
  - Deutsch: Das Zeichen des Wolfs. In: Berserker. 1986.
- Patron of the Arts (1965)
  - Deutsch: Schirmherr der Kunst. In: Berserker. 1986.
- Masque of the Red Shift (1965)
  - Deutsch: Berserker. Übersetzt von Dolf Strasser. In: Science-Fiction-Stories 61. Ullstein 2000 #118 (3260), 1976, ISBN 3-548-03260-5. Auch als: Das Maskenspiel der Rotverschiebung. Übersetzt von Leonore Petz. In: Berserker. 1986.
- Mr. Jester (1966)
  - Deutsch: Herr Narr. In: Berserker. 1986.
- In the Temple of Mars (1966)
  - Deutsch: Im Tempel des Mars. In: Berserker. 1986.
- The Face of the Deep (1966)
  - Deutsch: Das Gesicht der Tiefe. In: Berserker. 1986.
- Stone Man (1967)
- Berserker’s Prey (1967, auch als Pressure)
- The Winged Helmet (1967)
- Brother Berserker (1967)
- Starsong (1968)
  - Deutsch: Sternenlied. In: Science-Fiction-Stories 54. Ullstein 2000 #103 (3187), 1975, ISBN 3-548-03187-0.
- Wings Out of Shadow (1974)
  - Deutsch: Schwingen aus dem Dunkel. In: Walter Spiegl (Hrsg.): Science-Fiction-Stories 78. Ullstein Science Fiction & Fantasy #31006, 1979, ISBN 3-548-31006-0. Auch als: Schwingen aus dem Schatten. In: Charles G. Waugh, Martin Harry Greenberg, Isaac Asimov (Hrsg.): Sternenschiffe (2). Ullstein Science Fiction & Fantasy #31145, 1987, ISBN 3-548-31145-8.
- Inhuman Error (1974, auch als WHAT DO YOU WANT ME TO DO TO PROVE IM HUMAN STOP)
- The Annihilation of Angkor Apeiron (1975)
- The Game (1977)
- The Smile (1977)
- Smasher (1978)
- Some Events at the Templar Radiant (1979)
- Adventure of the Metal Murderer (1980, auch als Metal Murderer)
  - Deutsch: Das Abenteuer des metallenen Mörders. In: Isaac Asimov, Martin Harry Greenberg, Charles Waugh (Hrsg.): Mit Sherlock Holmes durch Raum und Zeit (2). Ullstein Science Fiction & Fantasy #31141, 1987, ISBN 3-548-31141-5.
- Berserker Base (1985)
- Crossing the Bar (1985)
- Dangerous Dreams (1985)
- Friends Together (1985)
- Prisoner’s Base (1985)
- The Founts of Sorrow (1985)
- The Great Secret (1985)
- The Machinery of Lies (1991)

Earth’s End
Empire of the East
- 1 The Broken Lands (1968)
  - Deutsch: Das gespaltene Land. Moewig Science Fiction #3635, 1984, ISBN 3-8118-3635-8.
- 2 The Black Mountains (1971)
  - Deutsch: Die schwarzen Berge. In: Die schwarzen Berge. 1984.
- 3 Changeling Earth (1973, auch als Ardneh’s World)
  - Deutsch: Ardnehs Welt. In: Die schwarzen Berge. 1984.
- 4 Ardneh’s Sword (2006)
- Empire of the East (1979, Sammlung von 1–3)
  - Deutsch: Reich des Ostens. 1987.
- Twelve Swords of Power
- An Armory of Swords (1995, Anthologie)
- Blind Man’s Blade (1995, Kurzgeschichte)

Deutsche Zusammenstellung:
- Die schwarzen Berge. Moewig Science Fiction #3636, 1984, ISBN 3-8118-3636-6 (Sammlung von 2 und 3).

Book of Swords
- 1 The First Book of Swords (1983)
  - Deutsch: Das erste Buch der Schwerter. Droemer Knaur (Knaur Science Fiction & Fantasy #5791), 1984, ISBN 3-426-05791-3.
- 2 The Second Book of Swords (1983)
  - Deutsch: Das zweite Buch der Schwerter. Droemer Knaur (Knaur Science Fiction & Fantasy #5816), 1985, ISBN 3-426-05816-2.
- 3 The Third Book of Swords (1984)
- The Complete Book of Swords (1985, auch als The First Swords, 1999, Sammlung von 1, 2, 3)
  - Deutsch: Das Buch der Schwerter. Droemer Knaur (Knaur Science Fiction & Fantasy #5848), 1987, ISBN 3-426-05848-0.

Book of Lost Swords
- 1 Woundhealer’s Story (1986)
- 2 Sightblinder’s Story (1987, auch als The Second Book of Lost Swords: Sightblinder’s Story)
- 3 Stonecutter’s Story (1988)
- 4 Farslayer’s Story (1989)
- 5 Coinspinner’s Story (1989)
- 6 Mindsword’s Story (1990)
- 7 Wayfinder’s Story (1992)
- 8 Shieldbreaker’s Story (1994)
- The Lost Swords: The First Triad (1988, Sammlung von 1, 2, 3)
- The Lost Swords: The Second Triad (1991, Sammlung von 4, 5, 6)
- The Lost Swords: Endgame (1994, Sammlung von 7–8)

Dracula
- 1 The Dracula Tape (1975)
  - Deutsch: Die Geständnisse des Grafen Dracula. Festa Nosferatu #1415, 2006, ISBN 978-3-86552-033-3.
- 2 The Holmes-Dracula File (1978)
- 3 An Old Friend of the Family (1979)
- 4 Thorn (1980)
- 5 Dominion (1982)
- 6 A Matter of Taste (1990)
- 7 A Question of Time (1992)
- 8 Séance for a Vampire (1994)
- 9 A Sharpness on the Neck (1996)
- 10 A Coldness in the Blood (2002)
- Vlad Tapes (2000, Sammlung von 3,4)
- Box Number Fifty (2001, Kurzgeschichte)

Pilgrim
- 1 Pyramids (1987)
- 2 After the Fact (1988)
- Pilgrim (1997, Sammlung von 1,2)

Book of the Gods
- 1 The Face of Apollo (1998)
- 2 Ariadne’s Web (2000)
- 3 The Arms of Hercules (2000)
- 4 God of the Golden Fleece (2001)
- 5 Gods of Fire and Thunder (2002)
- The Books of the Gods: Part One (2000, Sammlung von 1, 2, 3)
- The Books of the Gods: Part Two (2002, Sammlung von 4, 5)

### Einzelromane
- Specimens (1976)
- The Veils of Azlaroc (1978)
- Love Conquers All (1974, 1979)
- The Mask of the Sun (1979)
- Octagon (1981)
- Coils (1982, mit Roger Zelazny)
  - Deutsch: Die Hirnspirale. Bastei Lübbe Science Fiction Bestseller #22099, 1987, ISBN 3-404-22099-4.
- A Century of Progress (1983)
- The Frankenstein Papers (1986)
- The White Bull (1988)
- The Black Throne (1990, mit Roger Zelazny)
- Bram Stoker’s Dracula (1992, mit James V. Hart)
- Dancing Bears (1995)
- Merlin’s Bones (1995)
- The Arrival (Gene Roddenberry’s Earth: Final Conflict #1, 1999)

### Sammlungen
- The Book of Saberhagen (1975)
- Earth Descended (1981)
- Saberhagen: My Best (1987)
- Of Berserkers, Swords and Vampires: A Saberhagen Retrospective (2009)

### Anthologien
- A Spadeful of Spacetime (1981)
- Pawn to Infinity (1982, mit Joan Spicci Saberhagen)
- Machines That Kill (1984, mit Martin H. Greenberg)

### Kurzgeschichten
- Volume PAA-PYX (1961)
- Seven Doors to Education (1961)
- The Long Way Home (1961)
  - Deutsch: Der lange Weg nach Hause. In: Walter Ernsting (Hrsg.): Galaxy 1. Heyne Science Fiction & Fantasy #3040, 1965.
- Young Girl at an Open Half-Door (1968)
  - Deutsch: Nachts in der Galerie. In: Wulf H. Bergner (Hrsg.): Am Tag vor der Ewigkeit. Heyne (Heyne Science Fiction & Fantasy #3151), 1969.
- Calendars (1974)
- Life Force (1974)
- Deep Space (1975)
- Beneath the Hills of Azlaroc (1976)
- Birthdays (1976)
- To Mark the Year on Azlaroc (1976)
- Wilderness (1976)
- The White Bull (1976)
- Martha (1976)
- Period of Totality (1977)
- Victory (1979)
- Recessional (1980)
- Where Thy Treasure Is (1981)
- Earthshade (1981)
- From the Tree of Time (1982)
- Intermission (1982)
- As Duly Authorized (1985)
- The Graphic of Dorian Gray (1987)
- The Bad Machines (1996)
- Introduction (Berserkers: The Beginning) (1998)
- The Senior Prom (1999)
- A Drop of Something Special in the Blood (2004)
- Servant of Death (2007, mit Jane Lindskold)
- Dracula Tape - an Excerpt (2009)